# Cheiloporina circumcincta
Cheiloporina circumcincta är en mossdjursart som först beskrevs av Neviani 1896.  Cheiloporina circumcincta ingår i släktet Cheiloporina och familjen Cheiloporinidae. Inga underarter finns listade i Catalogue of Life.